# Геррерский амусго
Геррерский амусго (Guerrero Amuzgo, Nomndaa, Ñomndaa) — одна из разновидностей языка амусго, распространённый в городах Гваделупе-Виктория, Косойоапан, Кочоапа, Ранчо-дель-Кура, Сакоальпан, Тлакоачистлауака, Уистепек, Уэуэтонок муниципалитета Хочистлауака на юго-востоке штата Герреро в Мексике. Имеет северный и южный диалекты.

## Статистика и история
Носителей геррерского амусго насчитывается 45 900 человек, 10 000 из которых являются монолингвами. Относится к подсемье амусго ото-мангской языковой семьи. Использования языка широко распространено, и стало известно, что с носителями геррерского амусго также проживают носители науатль и испанского языков.
Существует положительная культурная близость к языку, и он используется в бизнесе, религии, преподаётся вместе с испанским до 6 класса средней школы. 10 % пожилого населения и 15 % детей грамотны в геррерском амусго. Существуют СМИ, такие как телевидение, словарь и радиопрограммы, которые распространяются на этом языке.

## Письменность
Алфавит из издания 1973 года: a, aⁿ, a̲, a̲ⁿ, b, c, cw, ch, e, eⁿ, ei, eiⁿ, i, j, ', l, m, n, nd, ndy, ñ, o, om, o̲, o̲ⁿ, p, q, r, s, t, ts, ty, u, w, x, y.